# Torneo Nacional de Boxeo Playa Girón 1964
Das Torneo Nacional de Boxeo Playa Girón 1964 war die dritte Austragung der nationalen kubanischen Meisterschaften im Amateurboxen und wurde im Jahr 1964 (genauer Zeitraum nicht bekannt) in der Hauptstadt Havanna ausgetragen.

## Medaillengewinner
Die Meistertitel wurden in zehn Gewichtsklassen vergeben.
| Gewichtsklasse                  | Gold                | Silber           | Bronze |
| ------------------------------- | ------------------- | ---------------- | ------ |
| Fliegengewicht (bis 51 kg)      | Orlando Martínez    | Rafael Carbonell |        |
| Bantamgewicht (bis 54 kg)       | Santiago López      | Frank Tapia      |        |
| Federgewicht (bis 57 kg)        | Enrique Regüeiferos | Osvaldo Riverí   |        |
| Leichtgewicht (bis 60 kg)       | Lázaro Alfonso      | Orestes Salazar  |        |
| Halbweltergewicht (bis 63,5 kg) | Gerardo Acea        | Andrés Molina    |        |
| Weltergewicht (bis 67 kg)       | Virgilio Jiménez    | Pedro Hurtado    |        |
| Halbmittelgewicht (bis 71 kg)   | Marcelino Buides    | Nicolás Echarte  |        |
| Mittelgewicht (bis 75 kg)       | Melchor Martínez    | ?                |        |
| Halbschwergewicht (bis 81 kg)   | José Luis Cabrera   | Gregorio Aldama  |        |
| Schwergewicht (über 81 kg)      | Adolfo Gálvez       | ?                |        |